# Iota
Iota (Ι; ι) è la nona lettera dell'alfabeto greco e si pronuncia [i]. È una delle cinque vocali (ha, però 2 versioni fonetiche), ed è ancipite, cioè la sua quantità può essere sia lunga che breve. È detta, come la υ, vocale debole, e può formare dittongo con le vocali forti (α, ε, η, ο, ω); in caso di dittongo spurio (cioè in unione con una vocale lunga), tuttavia, lo ι viene sottoscritto e non si pronuncia (ad esempio: ᾴ oppure ῷ); ma se la lettera è maiuscola lo ι si ascrive pur non essendo pronunciato (ad esempio ᾼ si legge [a]). In caso di dittongo proprio, invece, cioè in unione con una vocale breve, lo ι si ascrive e viene comunemente pronunciato.
Nel sistema numerico dei Greci di età ellenistica, lo ι era la prima delle decine e cioè aveva valore 10 (segnata con un apice in alto a destra).
Questa lettera deriva dalla lettera fenicia Jodh . Esso si evolve poi nell'alfabeto etrusco e in quello latino nelle lettere I e J.

## Nel vangelo
Celebre è una pericope del Vangelo di Matteo (5, 17-19): «Non crediate che io sia venuto ad abolire la Legge o i Profeti; non sono venuto ad abolire, ma a dare pieno compimento. In verità io vi dico: finché non siano passati il cielo e la terra, non passerà un solo iota o un solo trattino della Legge, senza che tutto sia avvenuto. Chi dunque trasgredirà uno solo di questi minimi precetti e insegnerà agli altri a fare altrettanto, sarà considerato minimo nel regno dei cieli. Chi invece li osserverà e li insegnerà, sarà considerato grande nel regno dei cieli».
Con tale affermazione, Gesù indica che neanche l'elemento più piccolo dell'alfabeto sarà modificato.